# Paul Baecker

Paul Baecker

Paul Wilhelm Erich Baecker (* 27. Oktober 1874 in Eberspark, Landkreis Wirsitz; † 23. Januar 1946 in Berlin-Zehlendorf) war ein deutscher Journalist und Politiker (DNVP).

## Leben und Beruf
Nach dem Abitur am Humanistischen Gymnasium in Schneidemühl studierte Paul Baecker ab 1893 Medizin an der Humboldt-Universität zu Berlin. Später wechselte er die Fakultät und begann ein Studium der Geschichte und Volkswirtschaft, welches er jedoch nicht abschloss. Während seines Studiums wurde er Mitglied des Vereins Deutscher Studenten Berlin. Nachdem er 1897 die Universität verlassen hatte, wandte er sich dem Journalismus zu und arbeitete als Redakteur bei der Deutschen Zeitung und den Akademischen Blättern. Daneben ging er einer schriftstellerischen Tätigkeit nach. Anfang 1907 wechselte er als Redakteur zur Deutschen Tageszeitung in Berlin. Er war von 1917 bis 1922 deren Chefredakteur und trat in dieser Eigenschaft als einer der ersten publizistischen Verfechter der Dolchstoßlegende hervor. Anschließend war er Leiter des Parlamentsdienstes der Zeitung. Seit 1922 war er Vorsitzender des Reichsverbandes der Deutschen Presse. Außerdem gehörte er seit 1929 dem Vorläufigen Reichswirtschaftsrat an. Im April 1927 nahm er an einer Journalistenreise nach New York City auf der Jungfernfahrt des Dampfschiffs New York teil.

## Abgeordneter
Baecker war von 1921 bis 1932 Mitglied des Preußischen Landtages. Er verließ am 7. August 1930 die DNVP-Fraktion, war zunächst fraktionslos und wurde am 14. Oktober 1930 Mitglied der Deutschen Fraktion. Die Deutsche Fraktion war eine parlamentarische Arbeitsgemeinschaft, die sich am 8. Juni 1928 aus den Abgeordneten der CNBL, der DHP, dem Völkisch-Nationalen Block und der Reichspartei für Volksrecht und Aufwertung gebildet hatte. Bei der Reichstagswahl im Mai 1924 wurde er in den Deutschen Reichstag gewählt, dem er bis 1928 angehörte.